# ماهی خال‌خالی کوسه‌ای
ماهی خال‌خالی کوسه‌ای (نام علمی: Grammatorcynus bicarinatus) نام یک گونه از سرده نشانه‌نوک‌ها است.